# Cryptic Tomb
Cryptic Tomb e дет метъл група, основана в Ямбол, България през 2001 година.

## Състав
| Последни членове - Димитър Вълчев – китара (2001–2011) - Тодор Войнски – китара (2001–2011) - Тодор Тончев – вокали (2001–2011) - Теодор Димитров – бас (2002–2011) - Пламен Димитров – барабани (2003–2011) |

## Дискография

### Демо
- 2002: Undetected Slaughterhouse
- 2003: The First End of Death